# Michel-Ange de Castellane
Pour les articles homonymes, voir Castellane (homonymie).
Pour les autres membres de la famille, voir Famille de Castellane.
Michel-Ange, comte de Castellane et de Villandry, né le 2 octobre 1703 à Novezan dans la Drôme provençale et mort le 26 septembre 1782 à Villandry, est un diplomate français. 

## Biographie
Il épouse le 5 octobre 1729, à Paris, Catherine de La Treilhe, et ils ont pour enfants, Esprit-Henri de Castellane (1730-1799) et Jean-Arnaud de Castellane. Brigadier des armées du roi, il est ambassadeur de France près la Sublime Porte de 1741 à 1747.
Il achète la châtellenie de Villandry, le 23 juillet 1754, pour 90 000 livres, ainsi que Savonnières, et devient comte de Villandry en mars 1758. Aussi maître du Rivau en 1768, il meurt à Villandry le 26 septembre 1782.